# 集煙板

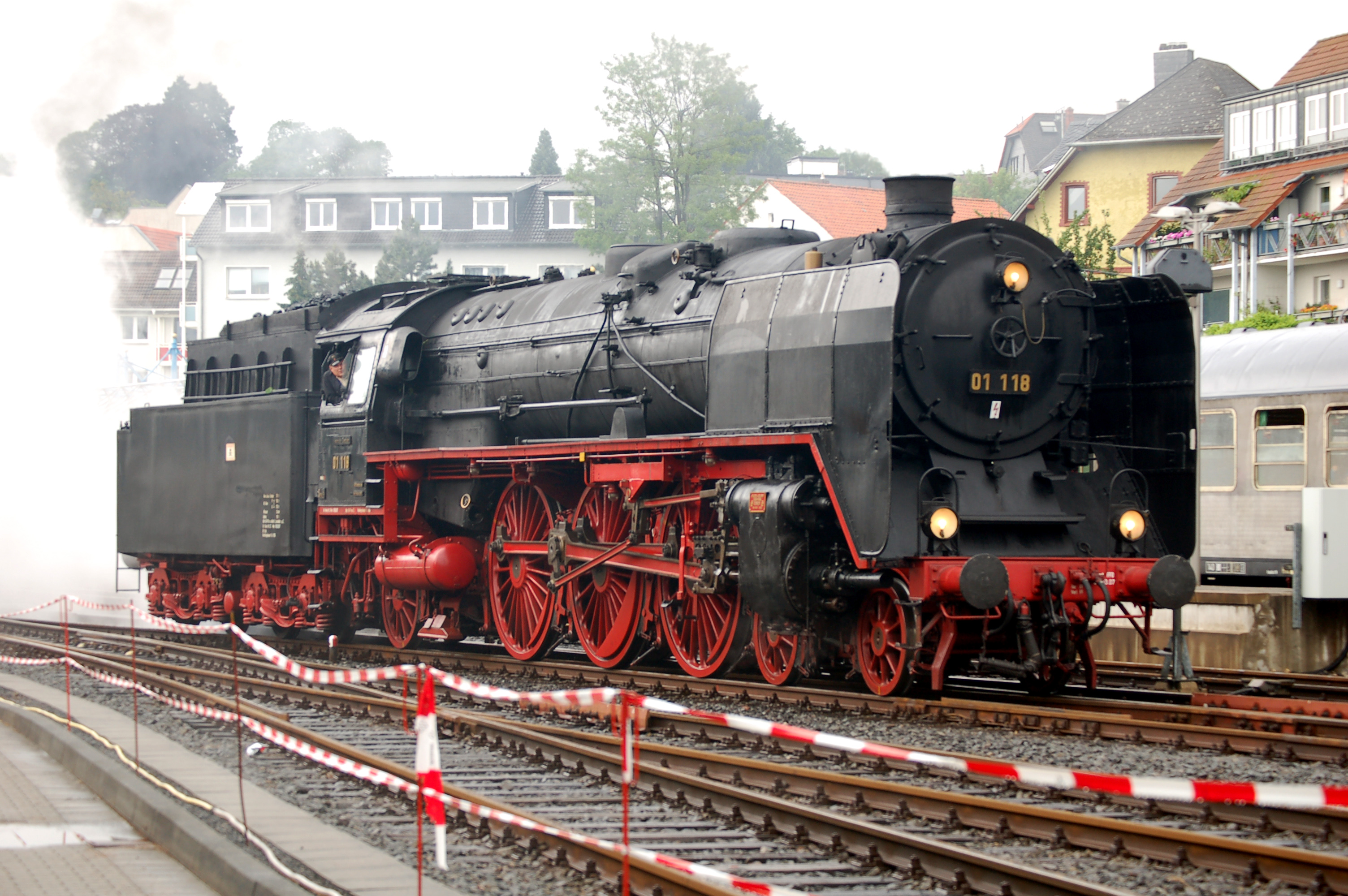
德意志国铁路01型蒸汽机车上面有Wagner型集煙板，在火車頭兩側豎起的大型垂直板

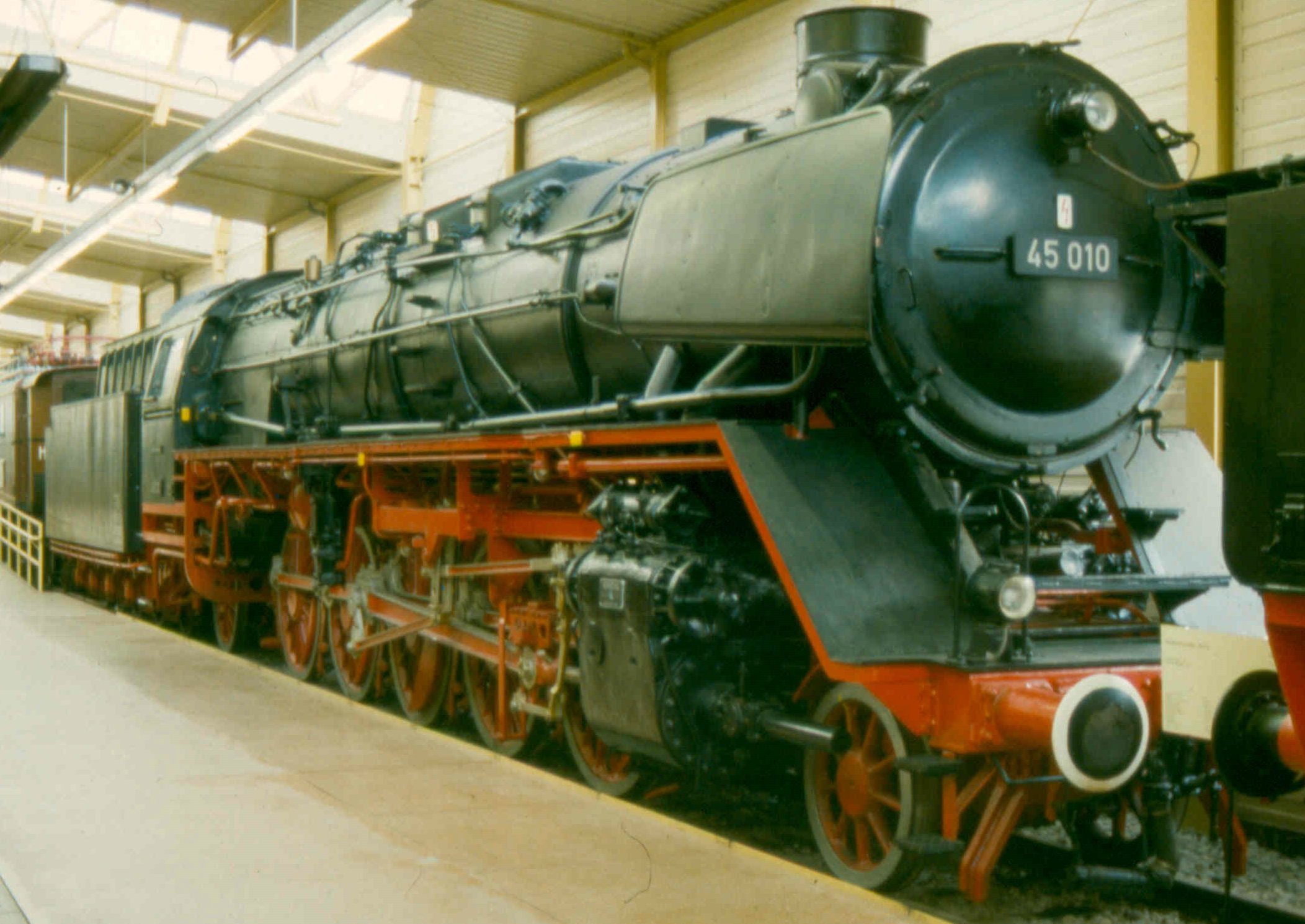
德意志国铁路45型蒸汽机车上面有較小型的Witte型集煙板

集煙板（英語：Smoke deflectors）為蒸汽火車頭特有的導流裝置，蒸汽火車頭的燃料是煤，行進間煤煙會從火車頭烟囱排出，是裝在火車頭烟囱兩邊的導風裝置，主要功能為行進時盡量把煤煙往上吹，避免吹進車廂。

## 簡介
集煙板在較晚期的蒸汽火車頭中比較常見，因為鍋爐的背壓下降及烟箱設計的改善讓效率提高，但煙囪讓煤煙上飄的效果就變差了，因此需要集煙板的輔助。有些火車頭的配置方式比較特別，因此即使沒有集煙板，仍會有類似的效果，例如LNER A4 class及SR Merchant Navy Class。

## 型式

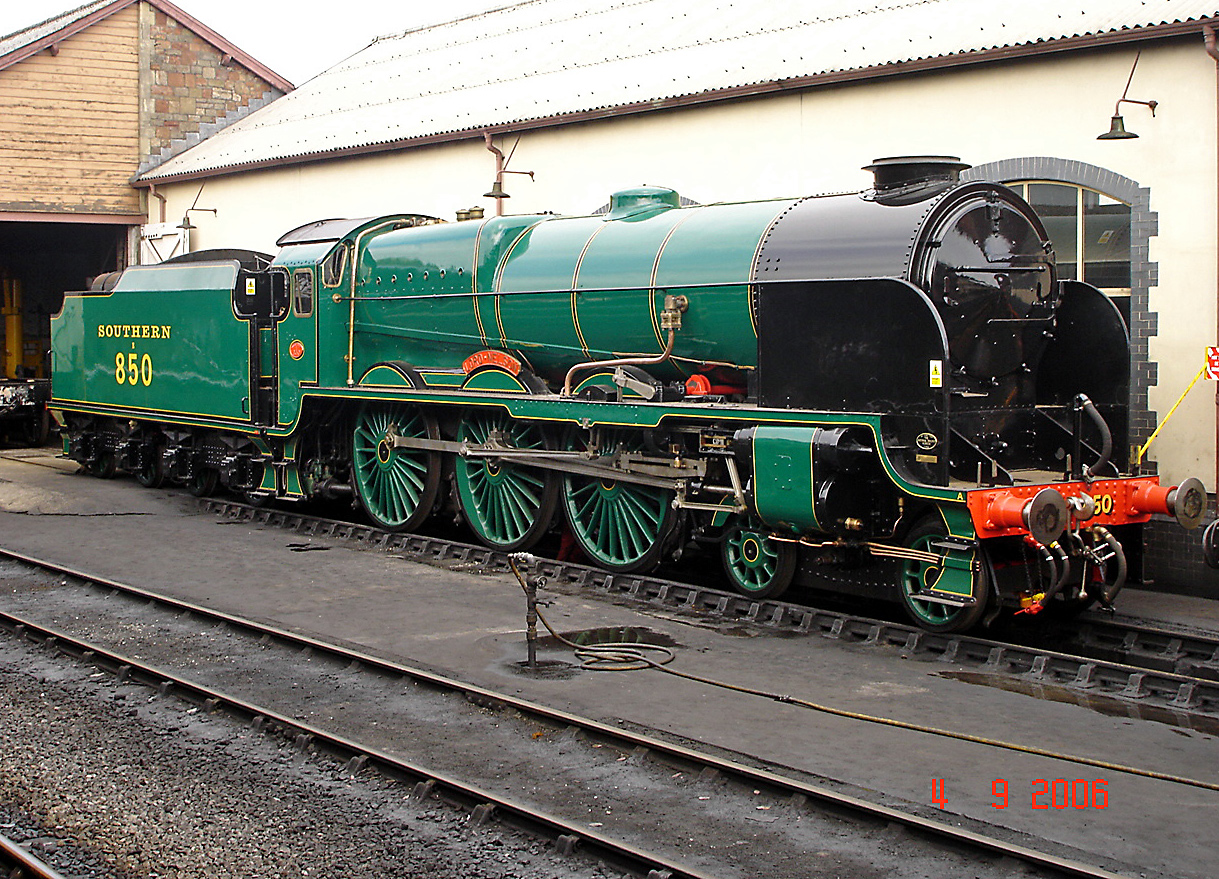
南方鐵路（英國）'Lord Nelson' 4-6-0 級 815 納爾遜勳爵 (Lord Nelson)，位於邁恩黑德 (Minehead) 車站。

集煙板有許多不同的型式，不過大部份都是從一次世界大戰後的德國國家鐵路公司設計的二種主要型式衍生而來，一種是較早也較大型的Wagner型集煙板，另一種是較晚期，也較小的Witte型集煙板。